# Golunda ellioti
Golunda ellioti é uma espécie de roedor da família Muridae. É a única espécie do género Golunda.
Pode ser encontrada nos seguintes países: Índia, Irão, Paquistão e Sri Lanka.